# 송파출장소
송파출장소(松坡出張所)는 옛 경기도 광주군 중대면과 대왕면 일부가 1963년에 서울특별시에 편입되어 설치된 출장소이다.  현재의 서울특별시 송파구 대부분 지역(잠실동·신천동·풍납동 제외)과 강남구 일부(일원동, 수서동 등)를 관할하고 있었다.

## 연혁
- 1962년 12월 12일 경기도 광주군 중대면의 전역과 대왕면의 일부가 서울특별시 성동구로 편입되었다.[1]
- 1963년 1월 1일 이 지역을 통합하여 송파출장소를 설치하였다.[2]
  - 송파동(송파동·석촌동·삼전동·가락동)
  - 왕천동(이동·방이동·오금동)
  - 거문동(장지동·문정동·거여동·마천동)
  - 원서동(일원동·수서동)
  - 자현동(자곡동·율현동)
  - 세곡동(세곡동)
- 1970년 5월 18일 : 행정동명을 개정하였다.
- 1973년 7월 1일 : 신동출장소 지역이 성동구에 편입되면서,[3] 송파출장소의 탄천 이서 지역(옛 대왕면) 지역은 영동출장소에 편입되고, 나머지 지역은 천호출장소에 병합되었다.[4]

## 같이 보기
- 송파구
- 중대면
- 대왕면
- 영동출장소
- 천호출장소